# Yael German
Yaël German (en hébreu : יעל גרמן), née le 5 août 1947 à Haïfa, est une historienne et une femme politique israélienne. Elle est maire d'Herzliya de 1998 à 2013, députée à la Knesset pour le parti centriste et laïc Yesh Atid de 2013 à 2020 et ministre de la Santé entre mars 2013 et décembre 2014. Elle est nommée ambassadrice d'Israël en France par décision du gouvernement israélien le 3 août 2021 et démissionne de ses fonctions le 29 décembre 2022, en désaccord  avec le nouveau gouvernement Netanyahou.

## Biographie
Yaël German étudie à l'université de Tel-Aviv et est diplômée en histoire. Elle vit à Herzliya depuis 1979.
En 1993, elle devient membre du conseil municipal d'Herzliya pour le parti Meretz. En 1998, elle est élue maire de la ville et en 2003 elle est réélue pour un second mandat avec 56 % des voix, puis une nouvelle fois en 2008.
En janvier 2013, elle est élue députée à la Knesset sur la liste de Yesh Atid. Le 18 mars suivant, elle est nommée ministre de la Santé dans le troisième gouvernement de Benyamin Netanyahou. Opposée aux entreprises de téléphonie qui voulaient augmenter le nombre d'antennes cellulaires dans la ville, elle aide à faire passer à la Knesset une loi contre les antennes. Elle quitte le gouvernement en décembre 2014.
Elle est réélue députée le 17 mars 2015, le 9 avril 2019 et le 17 septembre 2019. En raison de problèmes de santé, elle remet sa démission en mars 2020.
Le 3 août 2021, elle est nommée ambassadrice d'Israël en France par Yaïr Lapid, ministre des Affaires étrangères. Sa nomination a fait l'objet de critiques car elle n'est pas capable de s'exprimer en français.  
Elle démissionne de ce poste le 29 décembre 2022, en désaccord avec la politique du nouveau gouvernement Netanyahou (issu des élections législatives du 1er novembre 2022 et investi le 29 décembre 2022 par la Knesset), historiquement le plus à droite depuis la création de l’État d’Israël. Dans une lettre adressée au chef du gouvernement, elle déclare : « Votre politique, les déclarations des ministres de votre gouvernement et les intentions de législation sont contraires à ma conscience, à ma vision du monde et aux principes de la déclaration d’indépendance de l’État d’Israël ». 
Elle est mariée et mère de deux enfants.